# 구글 맞춤 검색
구글 맞춤 검색 또는 구글 개인화 검색(Google Personalized Search)은 2004년에 도입된 구글 검색의 맞춤 검색 기능이다. 구글 검색의 모든 검색은 브라우저 쿠키 기록과 연결된다. 사용자가 검색을 수행하면 검색 결과는 검색어에 대한 각 웹 페이지의 관련성뿐만 아니라 사용자(또는 동일한 브라우저를 사용하는 다른 사람)가 이전 검색 결과를 통해 방문한 웹 사이트를 기반으로 한다. 이는 특정 사용자에 대한 검색 결과의 관련성을 높일 수 있는 보다 개인화된 경험을 제공한다. 이러한 필터링은 필터 버블 생성과 같은 부작용도 있을 수 있다.
이후 구글 검색 알고리즘의 변화는 사용자 데이터에 대한 중요성을 덜 부여하므로 개인화된 검색의 영향이 검색 결과에 제한된다. 비판에 따라 구글은 이 기능을 끌 수도 있다.

## 역사
맞춤 검색은 원래 구글 랩스 프로젝트의 베타 테스트로 2004년 3월 29일에 도입되었다. 2005년 4월 20일에 비베타 서비스로 제공되었지만 일반 구글 검색과는 여전히 분리되어 있다. 2005년 11월 11일에 일반 구글 검색의 일부가 되었지만 구글 계정이 있는 사용자만 사용할 수 있다.
2009년 12월 4일부터 개인 검색은 구글 계정에 로그인하지 않은 사용자를 포함하여 구글 검색의 모든 사용자에게 적용되었다.
구글 계정과 관련된 개인 행동 및 관심사를 기반으로 결과를 사용자 정의하는 것 외에도 구글은 2009년 10월에 아는 사람을 기반으로 소셜 검색 결과를 구현했다. 동료가 비슷한 관심사를 공유한다는 가정하에 작동하면 이러한 결과는 사용자의 "소셜 서클" 내에서 사이트 순위를 높일 수 있다. 이 두 서비스는 2011년 2월까지 정규 결과에 통합되었으며 소셜 네트워크를 통해 알려진 사용자에게 공유된 콘텐츠를 포함하여 결과를 확장했다.

## 같이 보기
- 필터 버블